# Mèo Geoffroy
Mèo Geoffroy (danh pháp hai phần: Leopardus geoffroyi) là một loài động vật có vú trong họ Mèo, bộ Ăn thịt. Loài này được d'Orbigny & Gervais mô tả năm 1844. Mèo Geoffroy có kích thước tương đương mèo nhà nhưng có nhiều đốm đen và dải màu tối trên má, đầu và cổ cũng như trên đuôi và chân. Loài này được liệt kê là loài ít quan tâm trong Sách đỏ của IUCN vì nó phổ biến và phong phú trên hầu hết phạm vi phân bố.

## Hình ảnh

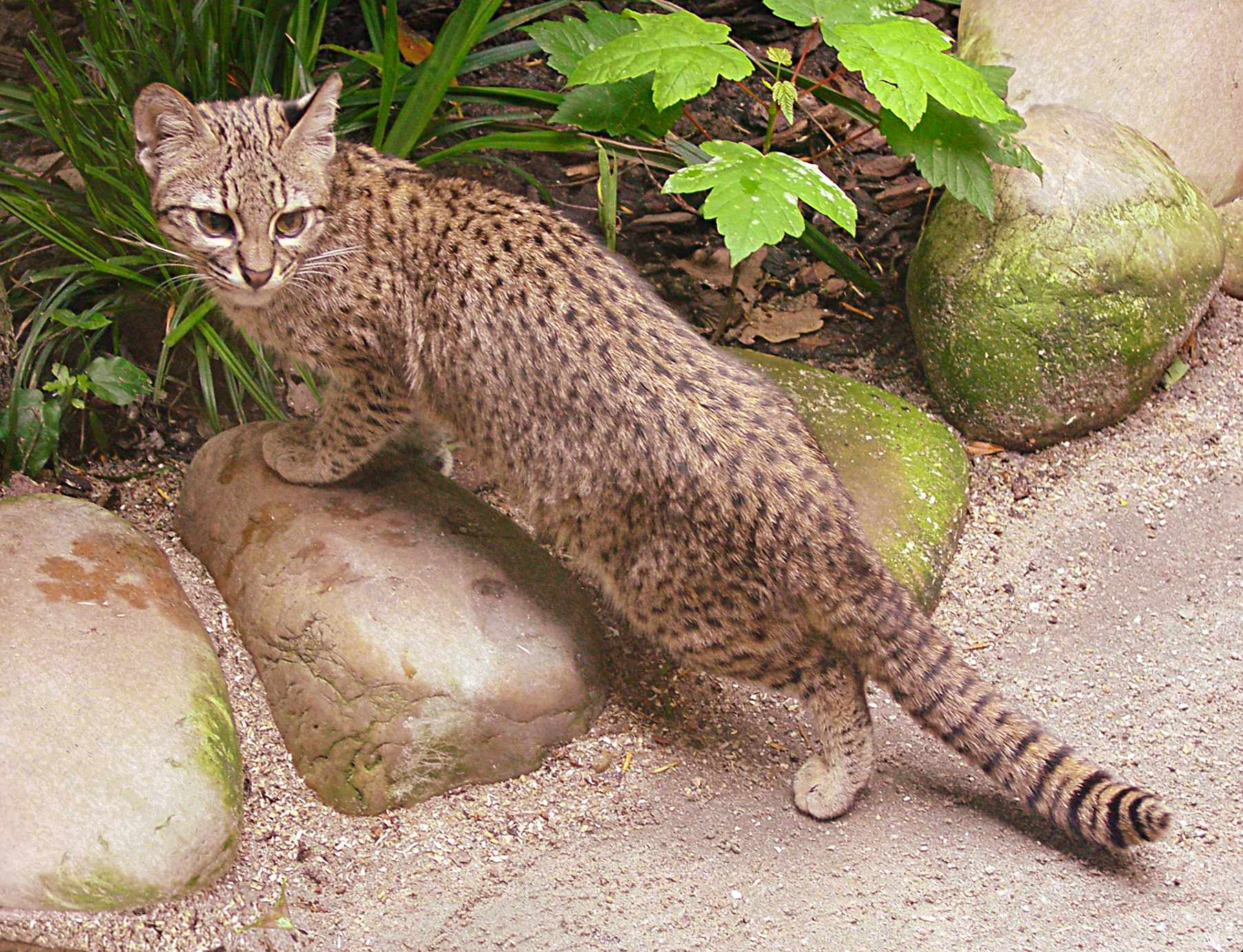
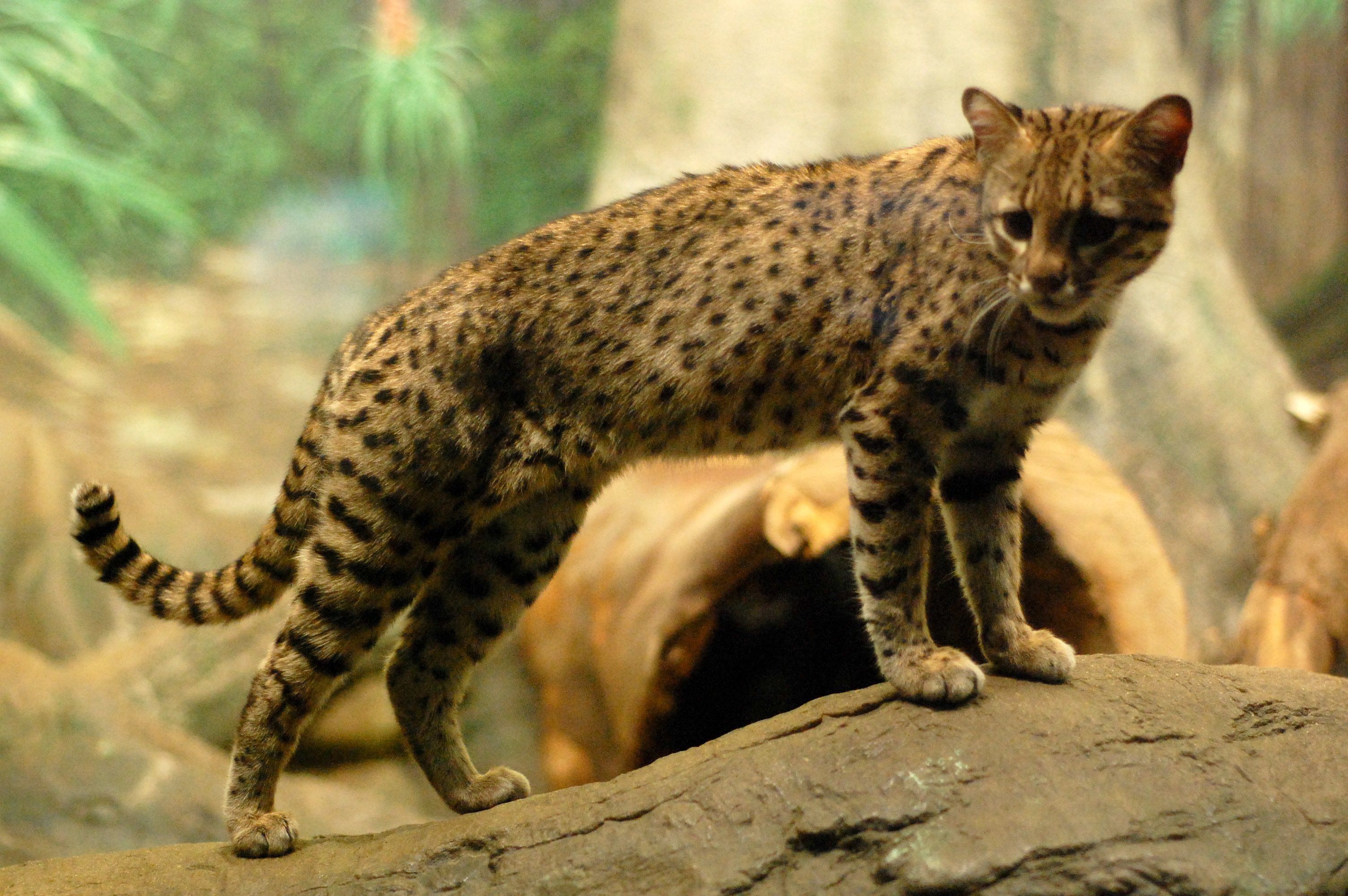
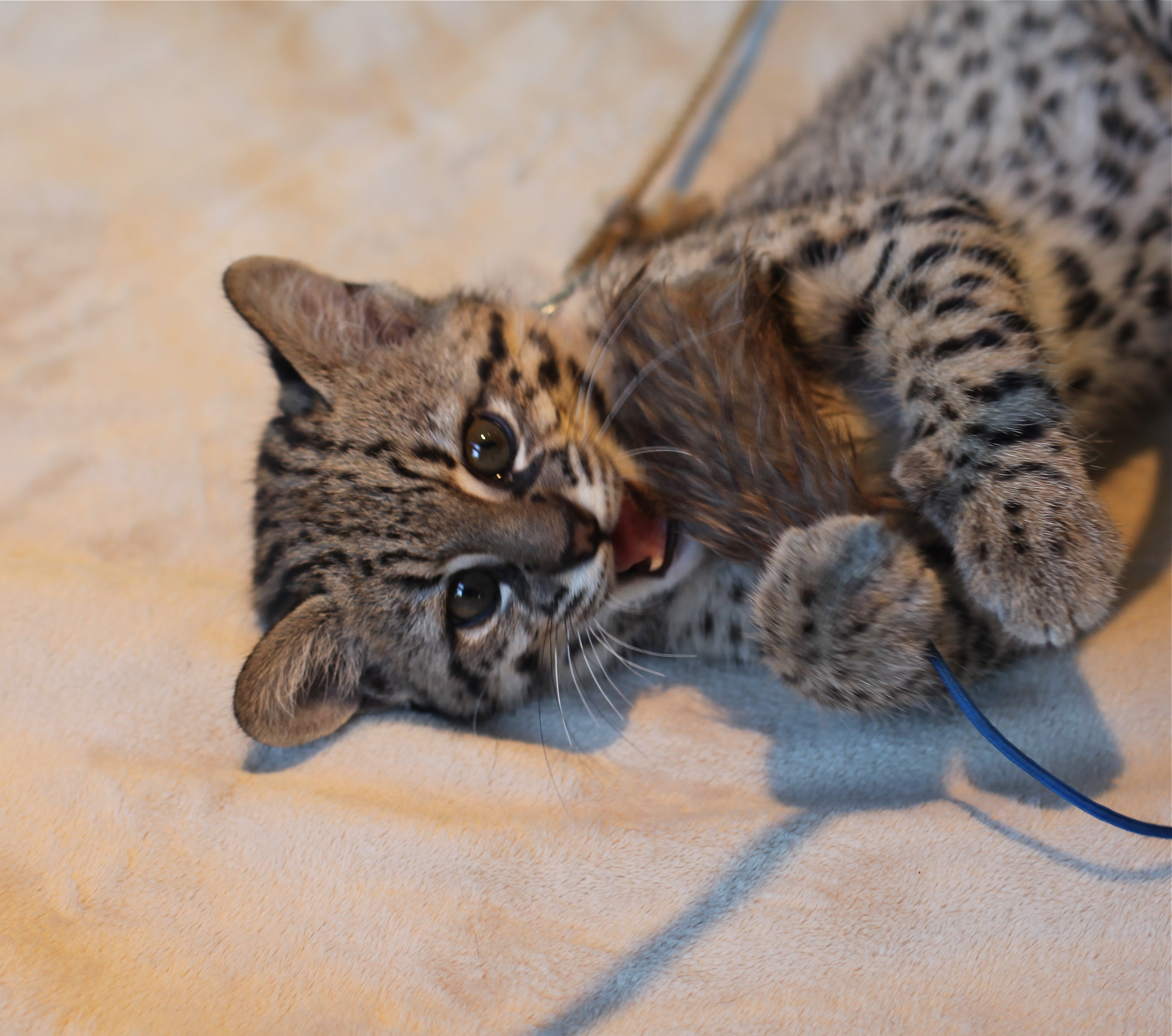